# Pierluigi Collina
Pierluigi Collina (* 13. února 1960) je bývalý mezinárodní fotbalový rozhodčí, který byl považován za jednoho z nejlepších na světě. Po ukončení kariéry v září roku 2005 se začal plně věnovat svému podnikání v oblasti finančnictví. Narodil se v italské Boloni, kde také na místní univerzitě vystudoval ekonomii. Je ženatý a má dvě dcery.

## Vzhled
Collina trpí nemocí zvanou alopecie, kvůli které přišel v mládí o vlasy i ostatní ochlupení.

## Kariéra rozhodčího
V roce 1977 začal navštěvovat kurz pro rozhodčí a během tří let rozhodoval nejvyšší regionální zápasy. V roce 1988 začal pískat zápasy série C1 a C2 a po třech letech i zápasy v Serii B a Serii A. V roce 1995 měl na svém kontě odpískáno 45 zápasů nejvyšší italské soutěže a byl zapsán do listiny rozhodčích FIFA. V roce 1996 se účastnil letní olympiády v Atlantě a od té doby každé velké akce asociace FIFA, UEFA a olympiády. Jeho poslední účinkování na velkém turnaji bylo na Euru 2004. Během následujících měsíců ještě pískal domácí soutěže a ve 46 letech kariéru ukončil. Důvodem byl věkový limit rozhodčích - FIFA - 45 let, Série A - rovněž, ovšem Collina dostal na poslední sezónu výjimku. Mezi nejvýznamnější zápasy v jeho kariéře patří finále MS v roce 2002 mezi Brazílií a Německem a finále Ligy mistrů 1999 mezi Manchesterem United a Bayernem Mnichov.
V současnosti je členem komise rozhodčích UEFA a vede komisi rozhodčích italského fotbalového svazu.